# Daryush Shokof
Ali Reza Shokoufandeh, connu sous le nom de scène Daryush Shokof, né le 25 juin 1954 à Téhéran, est un cinéaste, réalisateur, scénariste, acteur, producteur de cinéma, philosophe et peintre iranien.

## Biographie
Daryush Shokof quitte l'Iran dans les années 1970 pour continuer ses études aux États-Unis où il étudie la physique et les mathématiques au Nouveau-Mexique.  Alors âgé de 22 ans, il se rend à New York, et s'intéresse à l'art. En 1985, Shokof s'installe en Allemagne, où il devient un artiste à plein temps, peintre et sculpteur. 
Il a continué à simultanément écrire des scénarios et à tourner son premier long métrage, Seven Servants, en Allemagne en 1995, une première tentative impressionnante et audacieuse sur le grand écran.  Seven Servants est souvent mentionné[Par qui ?] comme un des films les plus originaux jamais faits. Bien que le destin du film soit on ne peut plus malheureux, puisqu'il n'a jamais été sorti pendant plus de 13 ans, cela a d'une façon ou d'une autre frayé la voie pour Shokof pour continuer à faire des films avec ses vues uniques de tournage et établir son nom comme un cinéaste de Cinéaste-auteur original.

### Art et philosophie
Daryush Shokof a inventé le terme « maximalism », une notion philosophique qui explique que l'unité de l'homme est la seule raison pour laquelle nous sommes et nous existons sur la Terre. Shokof a utilisé le terme dans le rapport avec son illustration à Cologne en  Allemagne en 1990 et son art a été représenté avec d'autres artistes aux expositions, intitulé Maximalisten à la galerie Schulze à Cologne et des Maximalistes à Bess Cutler la Galerie de New York, en 1991. Beaucoup d'expositions ont eu lieu sous le thème du Maximalism et le mouvement a été supporté par beaucoup d'artistes comme, Mark Kostabi, Milan Kunc, Jan Knapp, Luigi Ontani, Marcello Jori, Wainer Vaccari, Helgi Fridjohnsson, Jeff Koons et plusieurs autres à la première exposition des Maximalistes qui a été tenue dans la Galerie Schulze, Cologne, en Allemagne en 1990 et Galleria Verlato en Italie 1990-1992 ainsi qu'à New York entre 1995-96. Les œuvres de ces peintres avaient des caractéristiques semblables. Ils étaient tout figuratifs et avaient l'érotisme et la nature comme thème principal, avec humour et poésie jouant un rôle fondamental.

### Films
Shokof a tourné un premier film, un film expérimental court appelé Les anges sont connectés, en 1991. Depuis, il tourne plus de 25 courts métrages  et a écrit plus de 50 scénarios, dont certains ont été réalisés par lui-même. Il a un style reconnaissable et indépendant et fait réaliser les « mises en scène » de chacun de ses films. Il n'a jamais fait de films communs.
Les films de Shokof expriment sa propre philosophie, sa pensée, la politique et la vue du monde. Beaucoup de ses films partagent des caractéristiques non conventionnelles, y compris des perspectives d'écran variantes[pas clair].
Parallèlement à ce cinéma largement distribué en France, de jeunes cinéastes que la critique a regroupés schématiquement sous le nom d’ « école de Berlin » car ils y habitent et y travaillent ensemble, apportent un renouveau esthétique et thématique beaucoup plus intimiste. Cette « école », représentée par des cinéastes comme Christian Petzold, Valeska Grisebach, Ulrich Köhler, Benjamin Heisenberg, Christoph Hochhäusler, Angela Schanelec, Nicolas Wackerbarth, Stefan Kriekhaus, Stefan Krohmer, Hans-Christian Schmid, Romuald Karmakar, Thomas Arslan, Daryush Shokof ou Henner Winckler, témoigne des tiraillements de l’Allemagne d’aujourd’hui.

### Disparition
Le 24 mai 2010, Daryush Shokof disparaît à Cologne, dans l'ouest de l'Allemagne. Il est retrouvé vivant sur les berges du Rhin douze jours plus tard, dans la nuit du 5 au dimanche 6 juin 2010.

## Filmographie

### Réalisateur
- 1990 : Angels are wired
- 1993 : Dogs are not allowed
- 1996 : Seven Servants
- 1997 : Magass
- 2000 : Tenussian Vacuvasco
- 2004 : Venussian Tabutasco
- 2004 : A2Z
- 2006 : Asudem
- 2007 : Breathful
- 2007 : Smoqing
- 2007 : Epicalypse Now
- 2009 : Iran Zendan
- 2010 : Hitler's Grave
- 2011 : Angie 100
- 2012 : WORDLESSNESS
- 2012 : Strange,Stranger
- 2012 : Flushers 1
- 2012 : Flushers 2
- 2012 : Suicidal Girl
- 2013 : MOON and 8